# Over the Hills and Far Away (Nightwish)
Over the Hills and Far Away è un EP del gruppo musicale finlandese Nightwish, pubblicato nel 2001.
Over the Hills and Far Away è una cover di una canzone di Gary Moore. Il disco contiene un riarrangiamento di Astral Romance, due canzoni inedite ed altre live dall'album From Wishes to Eternity.
Questo album è l'ultimo in cui appare il bassista Sami Vänskä, prima di essere sostituito da Marco Hietala.

## Tracce
1. Over the Hills and Far Away – 5:02
2. 10th Man Down – 5:24
3. Away – 4:32
4. Astral Romance – 5:20

Limited edition
1. Over the Hills and Far Away – 5:02
2. 10th Man Down – 5:24
3. Away – 4:32
4. Astral Romance – 5:20
5. The Kinslayer (Live)
6. She Is My Sin (Live)
7. Sacrament of Wilderness (Live)
8. Walking in the Air (Live)
9. Beauty and the Beast (Live)
10. Wishmaster (Live)